# GoldenEye 007 (jogo eletrônico de 1997)
GoldenEye 007 é um jogo eletrônico de tiro em primeira pessoa desenvolvido pela Rare e publicado pela Nintendo para o Nintendo 64. Baseado no filme homônimo de 1995, o jogo baseia-se primariamente em uma campanha para um jogador, da qual os jogadores assumem o papel do agente James Bond, do Serviço Britânico de Inteligência Secreta, em sua missão de evitar que um sindicato criminoso utilize uma arma espacial contra Londres para causar um colapso financeiro global. O jogo também conta com um modo multijogador em tela dividida, permitindo até quatro jogadores competir em vários tipos de cenários de mata-mata.
O desenvolvimento de GoldenEye 007 começou em 1995 por uma equipe de desenvolvedores que, em sua maioria, não tinha experiência com a criação de jogos eletrônicos, com a exceção do diretor Martin Hollis, que já havia trabalhado em uma versão arcade de Killer Instinct. A premissa inicial era de que o jogo seria um side-scrolling de plataforma para o Super Nintendo Entertainment System, mas a ideia foi descartada em favor de ser um jogo de tiro em 3D inspirado pelo jogo Virtual Cop da Sega. Após dois anos e meio em desenvolvimento, GoldenEye 007 foi lançado um pouco antes do lançamento do filme Tomorrow Never Dies, sendo esta uma continuação do filme GoldenEye. Apesar de ter sido recebido com uma baixa expectativa por parte da imprensa de jogos eletrônicos, tornou-se aclamado pela crítica, vendendo mais 8 milhões de cópias, transformando-o no terceiro jogo mais vendido para o Nintendo 64. GoldenEye 007 foi elogiado pelos seus gráficos, profundidade e variedade na jogabilidade, bem como pelo seu modo multijogador. Em 1998, recebeu o prêmio BAFTA Interactive Entertainment Games Award, além de mais quatro prêmios no Academy of Interactive Arts & Sciences.
Em retrospecto, GoldenEye 007 é considerado um marco na história de jogos de tiro em primeira pessoa por demonstrar a viabilidade de consoles como plataformas para o gênero, além de ter feito uma transição do padrão de design de Doom, para uma intervenção mais realista. É também o jogo pioneiro em missões em um jogador de grande escala, o elemento furtivo (ou "stealth", no inglês), e o deathmatch em multiplayer nos consoles. O título é frequentemente citado como um dos melhores jogos de todos os tempos. Seu sucessor espiritual, Perfect Dark, foi lançado em 2000, e uma reimaginação do jogo, também com o nome de GoldenEye 007, foi lançada em 2010.

## Jogabilidade

Bond segura duas DD44 Dostovei na fase "Archives". No jogo, é possível usar duas armas ao mesmo tempo para quase todas as categorias de armamento.

GoldenEye 007 é um jogo de tiro em primeira pessoa que conta com a presença de modos um jogador e multijogador. No modo para um jogador, este assume o papel de James Bond em uma série de fases livres para exploração em 3D. Cada fase exige que o jogador complete um número de objetivos - tais como obter ou destruir itens específicos, resgatar reféns, ou se encontrar com personagens aliados não-jogáveis e, então, encontrar a saída da fase. Alguns dos dispositivos utilizados nos filmes de James Bond aparecem no jogo e, frequentemente, são utilizados para completar os objetivos das suas missões; por exemplo, em uma das fases, um relógio eletromagnético do filme Live and Let Die é usado para conseguir pegar uma chave para abrir uma cela em Bond está preso.
O arsenal de armas inclui pistolas, submetralhadoras, rifles, granadas, facas de lançamento, entre outras. As armas possuem munições limitadas e precisam ser recarregadas após um certo número de disparos, mas o jogador pode carregar consigo simultaneamente todas as armas que encontrar em cada missão. Em grande parte das fases, a arma que o jogador inicia uma missão, trata-se de uma Walther PPK - batizada no jogo de "PP7". Grande parte das armas do jogo, são baseadas em armas da vida real (embora com seus nomes alterados), enquanto outras são baseadas em dispositivos fictícios presentes nos filmes de James Bond, tal como a Pistola de Ouro, e o laser do filme Moonraker. As armas variam em características, tendo taxas de disparo, níveis de penetração, tipo de munição utilizada, e causam níveis de dano diferenciados, dependendo da parte do corpo do inimigo que é atingida.
Furtividade é um elemento importante no jogo; é comum que disparos possam alertar guardas que estejam longe, e quando alarmes são acionados, os inimigos podem surgir de forma infinita. Destarte, evitar tiroteios quando há a existência de muitos oponentes, é uma forma vantajosa de eliminar soldados e câmeras de segurança antes que estes vejam ou ouçam o jogador. Algumas destas armas incorporam um silenciador, ou mira telescópica para auxiliar o jogador a eliminar os inimigos de forma discreta. Não existem itens que recuperem a saúde, embora coletes à prova de bala podem ser encontrados para fornecer uma segunda barra de vida.
Quatro espaços para salvar o jogo estão disponíveis para que o jogador continue progredindo nas missões, com o jogo tendo vinte missões, podendo essas serem jogadas nos níveis "Agente", "Agente Secreto", ou "Agente-00". Quanto maior a dificuldade, maiores serão os desafios, com inimigos mais resistentes a tiros, quantidade mais escassa de munição, e um número maior de objetivos a serem completados. Uma vez que uma missão é concluída, o jogador pode continuar jogando as outras missões, ou jogar as missões que já foram concluídas. Completar algumas missões dentro de um prazo determinado de tempo, permite ao jogador desbloquear códigos que fazem várias alterações na jogabilidade. Quando o jogador finaliza todas as missões na dificuldade mais difícil, a dificuldade "007" é desbloqueada, permitindo que os jogadores façam ajustes em qualquer uma das missões - ajustando a saúde dos oponentes, tempo de reação, a precisão da mira, e o dano que inimigos causam.
O modo multi-jogador permite que dois, três, ou quatro jogadores joguem um contra o(s) outro(s) em diferentes tipos de mata-mata em uma tela dividida: "Normal", "You Only Live Twice", "The Living Daylights (Flag Tag)", "The Man With the Golden Gun", e "Licence to Kill". O modo "Normal" trata-se de um mata-mata básico, no qual o objetivo principal é eliminar o máximo de oponentes possível. Pode ser jogado em equipe, ou cada um por si. Em "You Only Live Twice", os jogadores possuem apenas duas vidas antes de serem eliminados do jogo, enquanto "License to Kill" é o modo em que qualquer jogador morre com um único tiro de qualquer arma. Em "The Man With the Golden Gun", uma única Pistola de Ouro é colocada em um lugar fixo no mapa; assim que alguém pega a Pistola de Ouro - que mata os oponentes com um único tiro -, a única forma de outro jogador a pegar, é matando aquele que a detém. O jogador que estiver com a Pistola de Ouro não pode pegar os coletes à prova de bala, enquanto seus oponentes podem. Em "The Living Daylights", uma bandeira é colocada em um lugar fixo na fase, e o jogador que conseguir segurar ela por mais tempo, vence. Aquele que estiver com a bandeira, não pode usar armas, mas pode pegar elas, impedindo os opoentes de pegarem munição. Os aspectos da jogabilidade podem ser customizados, tal como a escolha da fase, a classe de armas, e as condições de vitória. Enquanto os jogadores avançam na campanha principal, novos mapas e personagens são desbloqueados no modo para mais de um jogador.

## Enredo
GoldenEye 007 começa em Arcangel, durante os tempos da União Soviética em 1986, onde o MI6 descobriu uma instalação de armas secretas na represa de Byelomorye. James Bond e seu aliado Alec Trevelyan são enviados para se infiltrarem na instalação, e plantar bombas no local. Durante a missão, Trevelyan é atingido pelo Coronel Arkady Ourumov, enquanto pode escapa, e foge com um avião. Cinco anos depois, em 1991, Bond é enviado para investigar uma estação de satélite em Severnaya, Rússia, onde o programador Boris Grishenko trabalha. Dois anos depois da missão em Severnaya, Bond investiga um teste de míssil em Quirguistão, que acredita-se estar vinculado a um satélite conhecido como GoldenEye.  Essa arma espacial funciona disparando um pulso eletromagnético em qualquer localização da terra, desabilitando qualquer circuito elétrico a qualquer distância. Enquanto Bond tenta fugir do silo, ele é emboscado por Ourumov, e um esquadrão de tropas russas. Ourumov consegue escapar nesse encontro.
O restante do jogo se passa em 1995. Bond visita Monte Carlo para investigar a fragata La Fayette, onde resgata vários reféns, e planta um rastreador no helicóptero Pirate antes que seja roubado pelo sindicato de Janus. Bond então é enviado para Severnaya uma segunda vez, mas nessa missão, é capturado e preso em um bunker, juntamente com Natalya Simonova, uma programadora que se recusou a trabalhar para Janus. Ambos conseguem escapar do complexo antes deste explodir, sob as ordens de Ourumov, usando o pulso eletromagnético do satélite GoldenEye. Bond então viaja para São Petersburgo, onde se encontra com o ex-agente do KGB, Valentin Zukovsky, para ter um encontro com o chefe da organização Janus. É então revelado que o chefe é Alec Trevelyan - sua execução por Ourumov foi forjada. Bond e Natalya escapam de Trevelyan, mas são presos pela polícia russa, e levados para um escritório de arquivos para um interrogatório. Bond acaba que escapando do interrogatório, resgata Natalya, e consegue se comunicar com o Ministro da Defesa, Dimitri Mishkin, que fez uma investigação da traição de Ourumov a pedido de Bond. Natalya é recapturada pelo General Ourumov, e Bond inicia uma perseguição pelas ruas de São Petersburgo, conseguindo chegar ao depósito de armas utilizado por Janus. Lá, Bond destrói o armamento, e então se infiltra no trem blindado, matando Ourumov, e resgatando Natalya. No entanto, Alec Trevelyan e sua aliada, Xenia Onatopp, escapam para uma base secreta, em Cuba.
Natalya viaja junto com Bond para o caribe. Ao explorar a floresta cubana, sua aeronave é atingida. Ilesos, Bond e Natalya fazem uma pesquisa da área, que está extremamente protegida, e são emboscados por Xenia, que é rapidamente executada por Bond. Bond e Natalya entram no controle central para interromper as transmissões do satélite GoldenEye, forçando-o a se destruir na atmosfera da terra. Bond então corre atrás do fugitivo Travelyan pelas cavernas, chegando ao topo da central de controle de uma antena. Trevelyan tenta restaurar o contato com o satélite GoldenEye, mas Bond consegue destruir todo o maquinário vital para o funcionamento da antena, e derrota Trevelyan em um tiroteio numa plataforma.

## Desenvolvimento

### Design
GoldenEye 007 foi desenvolvido pela Rare e dirigido por Martin Hollis, que já havia trabalhado como segundo programador na versão arcade de Killer Instinct. Em Novembro de 1994, após a Nintendo e a Rare discutirem a possibilidade de desenvolver um jogo baseado no futuro filme de James Bond, GoldenEye, Hollis contou a Tim Stamper, o diretor da Rare, que estaria interessado no projeto. Devido ao sucesso alcançado pela Rare com o jogo Donkey Kong Country (1994), GoldenEye 007 foi originalmente concebido como um jogo de plataforma 2D para o Super Nintendo Entertainment System. No entanto, Hollis propôs a criação de um "jogo em 3D de tiro" para o Nintendo 64, que ainda estava em fase de desenvolvimento sob o nome de "Ultra 64". Ele então criou um documento com todas as ideias de projeto que ele queria no jogo, tal como o uso de dispositivos, armas, personagens, uma digressão da história do filme, e uma inteligência artificial (IA) que poderia reagir de acordo com as ações do jogador.
O jogo de pistola de luz da Sega, Virtual Cop, lançado em 1994, foi a influência principal, embora o seminal Doom da id Software, e o título de lançamento do Nintendo 64, Super Mario 64, também foram considerados influências significativas. Características como recarregar a munição, animações em personagens que reagiam de acordo com a região onde fossem atingidos, penalidades por matar inocentes, e a mira manual que é acionada ao pressionar o botão R do controle do Nintendo 64, foram inspirações derivadas do - anteriormente mencionado - Virtua Cop. Em dado momento, os desenvolvedores consideraram recarregar as armas ao tirar e recolocar o Rumble Pak do controle, mas a ideia foi descartada a pedido da Nintendo. O conceito de ter vários objetivos em uma mesma missão foi uma inspiração derivada do Super Mario 64.
A equipe de desenvolvedores do projeto visitou as filmagens de GoldenEye várias vezes para retirada de fotos dos cenários para utilização como referência. A Eon Productions e a MGM, as companhias responsáveis pelos direitos autorais dos filmes de James Bond, deram aos desenvolvedores uma vasta liberdade, e muitas das fases do jogo foram estendidas ou modificadas para permitir que o jogador participasse de cenas que não apareceram no filme. Embora o material de referência tenha sido utilizado por autenticidade, os desenvolvedores não ficaram apreensivos em fazer outras alterações para ajudar na estrutura do jogo. Os filmes de John Woo, tal como Hard Boiled, foram influências de grande significância para os detalhes visuais do jogo. Pormenores como marcas de bala nas paredes, munições das balas saindo com os disparos, e a possibilidade de grande parte dos objetos explodir a tiros, foram parte do projeto de propósito. Hollis esclareceu que queria que os jogadores tivessem uma quantidade significativa de feedback do ambiente do qual atiravam.

### Produção

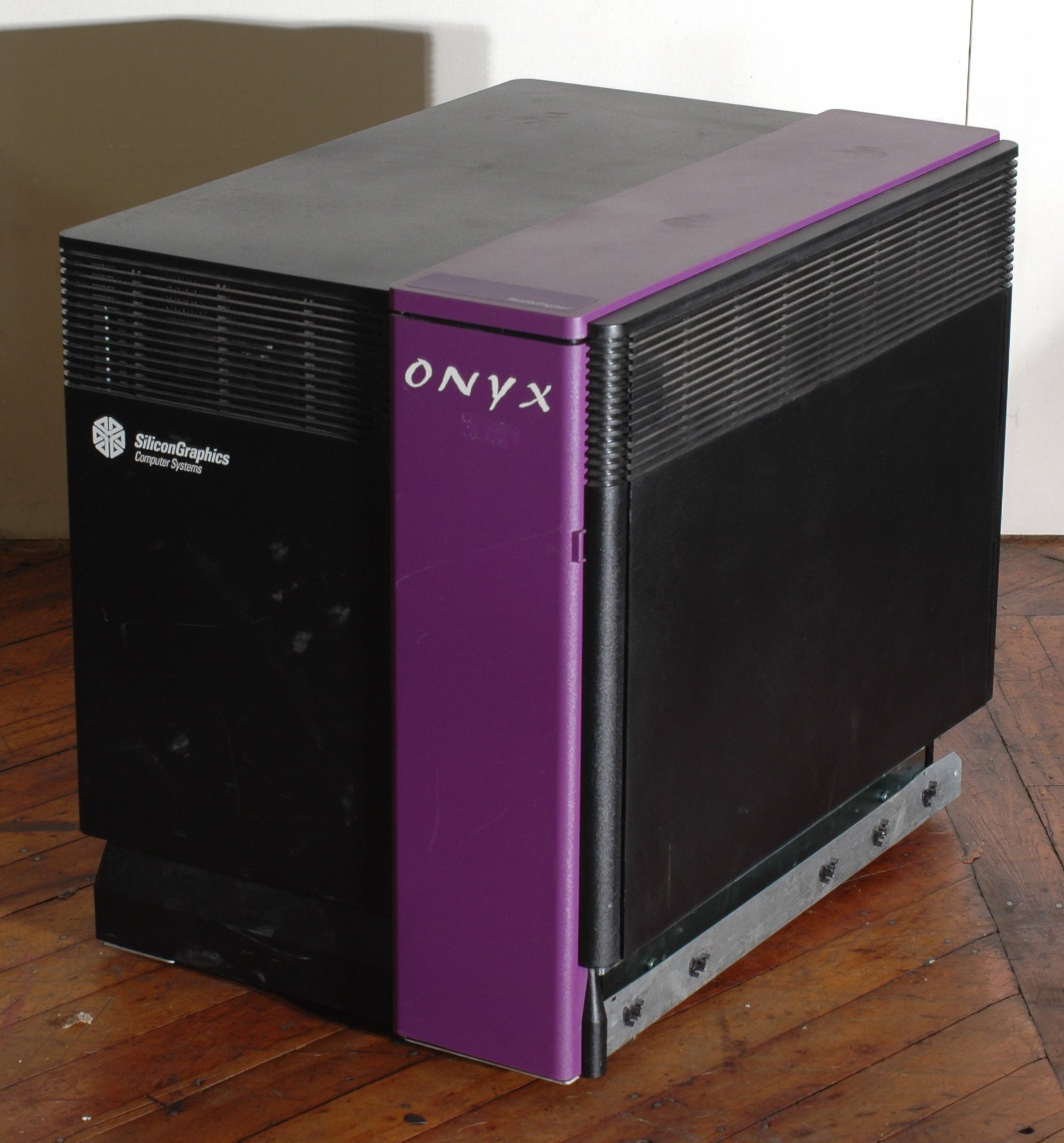
Enquanto o Nintendo 64 ainda estava em desenvolvimento, a Rare utilizou a workstation Onyx da SGI nos estágios iniciais de criação de GoldenEye 007

O desenvolvimento de GoldenEye 007 se deu início em Janeiro de 1995, com uma equipe de apenas três pessoas contratadas por Hollis: o programador Mark Edmonds, o artista de cenários Karl Hilton, e a artista de criação de personagens, B. Jones. Edmonds focou na criação de um motor gráfico que poderia renderizar gráficos em 3D com base na estrutura do Nintendo 64. Hilton desenvolveu os cenários do jogo, baseando-se no material de referência, enquanto Jones criava os personagens baseando-se em fotos e vestimenta que eles tinham disponíveis. Já que as especificações técnicas do Nintendo 64 inicialmente não foram fornecidas para a Rare, os desenvolvedores tiveram que fazer uma estimativa da capacidade do console, usando uma estação de trabalho Onyx, da Silicon Graphics, e um kit de desenvolvimento customizado da Nintendo, intitulado de NINGEN. Nos meses seguintes, o designer Duncan Botwood se juntou ao time de desenvolvedores para a construção das fases. O primeiro ano de desenvolvimento teve foco na direção artística, e o motor gráfico - que até esse ponto, só permitia o jogador e os inimigos se moverem no ambiente.
Inicialmente, a equipe de desenvolvedores considerou a possibilidade de acrescentar os modos de livre exploração em conjunto com partes lineares, já que nesse estágio do desenvolvimento eles não tinham noção de como seria o controle do Nintendo 64; a parte da usina de gás foi modelada por Hilton com caminhos pré-determinados em mente. Um controle modificado do Sega Saturn era utilizado durante o desenvolvimento, enquanto a Rare ainda não tinha o controle final do console em mãos. A prioridade inicial dos projetistas era a criação de espaços intuitivos; o design e o balanceamento das fases, tal como a colocação de onde o jogador começaria, e onde seria a saída, não tinham sido determinados até que esse processo fosse completo. De acordo com Hollis, "O beneficio dessa abordagem confusa sem planejamentos concretos de muitas das fases que levou o jogo a ter uma sensação realista e não-linear. Existem salas nas fases que não possuem qualquer significância. Existem também várias rotas diferentes na fase."
Após um ano em desenvolvimento, a Rare decidiu acrescentar mais membros na equipe. O primeiro deles, foi o designer David Doak, que os ajudou com o projeto das fases, e trabalhou na inteligência artificial dos personagens. Ele explicou como os elementos furtivos foram implementados: "Sempre que você atirasse com uma arma, era gerado um raio de ruído que alertava os personagens não-jogáveis dentro daquele ambiente. Se você atirasse com aquela mesma arma dentro de um prazo de tempo, isso faria um ruído ainda maior, e me lembro que ainda havia um terceiro degrau de ruído depois desse. Isso significa que se você encontrasse um inimigo, e lhe desse um tiro na cabeça, e então não atirasse de novo, esse cronometro iria se reiniciar". As janelas no jogo foram programadas de forma que os inimigos não poderiam ver o jogador, embora o jogar pudesse os ver. Embora seja uma característica não-realista, esse incremento foi proposital para encorajar os jogadores a utilizar as janelas para espiar os inimigos.
Um segundo programador, Steve Ellies, foi contratado por Hollis seis meses depois. Embora Ellies ajudou a equipe em vários aspectos, e programou a função de códigos, ele foi responsável principalmente por implementar o modo multiplayer do jogo, que foi adicionado nos estágios finais de desenvolvimento - mais ou menos seis meses antes do lançamento. De acordo com Doak, "Ellies sentou em uma sala com todos os códigos escritos para a jogatina um jogador, e depois transformou GoldenEye 007 em um jogo para mais de um jogador". Os desenvolvedores passaram inúmeras tardes fazendo testes antes da finalização do multijogador. As fases para essa modalidade de jogo, são baseadas em missões do modo um jogador, e algumas não suportam quatro jogadores porque elas não foram desenvolvidas para serem jogadas em um âmbito multijogador. Como o time de desenvolvedores tinha em mente que eles poderiam usar tudo do universo fictício de James Bond, o modo multijogador tinha personagens que só tinham aparecido em filmes anteriores da franquia James Bond. Adrian Smith, o terceiro e último artista do jogo - que já havia trabalhado em alguns outros jogos na Rare -, foi colocado ao posto de desenvolver os efeitos visuais, tais como explosões. Ele fez uma alusão ao filme de 1995, Heat, como influência. Um campo de tiro foi modelado para ser parte de uma das fases, mas acabou sendo descartado e não acrescentado ao jogo.
Quando mais especificações do Nintendo 64 foram reveladas, os desenvolvedores descobriram que o Nintendo 64 poderia renderizar polígonos muito mais rapidamente que o Onyx da SGI - que a equipe usava até então. Isso favoreceu muito toda a equipe, já que algumas ambientações eram renderizadas a dois quadros por segundo no Onyx sem ao menos haver inimigos, objetos, ou a arma de Bond na renderização. Ainda assim, as texturas tiveram que ser diminuídas pela metade. Hilton explicou um dos métodos que melhorava a performance no Nintendo 64: "Grande parte do GoldenEye 007 tinha como base o preto e branco. Texturas em RGB exigem muito mais em termos de poder de processamento. Você poderia usar o dobro da resolução se utilizasse níveis de cinza, então fizemos muito disso. Se eu precisasse de mais coloração, eu o faria em forma de vértice". Quando Super Mario 64 foi lançado em 1996, o sistema de colisão em 3D provou ser uma grande influência para Hollis, porque GoldenEye 007 ainda utilizava métodos de colisão em 2D.
A trilha sonora de GoldenEye 007 foi escrita principalmente por Graeme Norgate e Grant Kirkhope. Em outra ocasião, Norgate já havia escrito a trilha sonora para Blast Corps, enquanto Kirkhope escreveu a música de Donkey Kong Land 2. Robin Beanland, um terceiro compositor, escreveu apenas a música do elevador que só poderia ser ouvida em algumas fases. Todos os efeitos sonoros foram feitos por Norgate, do qual colocou muitos esforços em variar e combinar os efeitos para obter resultados satisfatórios. De acordo com Hollis, toda vez que o jogador atirasse com a arma, cerca de nove sons diferentes iriam ser ouvidos a cada primeiro disparo. Quando o jogo passou por uma avaliação pela Nintendo, a companhia ficou um tanto desconfortável com a quantidade de violência presente. Como resultado, os desenvolvedores diminuíram nuances de violência, e decidiram incorporar créditos no fim do jogo que fazia uma apresentação de todos os personagens do jogo, dando uma sensação de que o jogo era só um filme com um elenco próprio. No final das contas, a ESRB deu a classificação "Teen" para GoldenEye 007.
GoldenEye 007 foi lançado em um cartucho de 96-megabit em 25 de agosto de 1997. Embora esse lançamento só tenha ocorrido um ano e meio após o lançamento do filme, isso favoreceu o jogo em virtude do filme de James Bond, Tomorrow Never Dies, que estava prestes a ser lançado no mesmo período. Todo cartucho do jogo possui um emulador funcional do ZX Spectrum com dez jogos que a Rare desenvolveu anos anteriores. Essa função foi um experimento da Rare, que acabou sendo desativada no cartucho final de GoldenEye 007, mas nos anos recentes foi desbloqueada através de modificações no código do jogo feito por fãs. O tempo de desenvolvimento de GoldenEye 007 levou em torno de dois anos e meio, com um custo total de dois milhões de dólares. Grande parte da equipe de desenvolvedores - que era composta por cerca de apenas 11 pessoas, incluindo Hollis -, não tinha experiência com o desenvolvimento de jogos, e nunca haviam trabalhado em um jogo eletrônico. Em 2004, Doak disse que "se eu olhar para trás, haveriam coisas que hoje eu seria muito [mais] diligente de tentar, mas tendo em vista que nenhuma das pessoas que trabalharam no código, na parte gráfica, e no projeto do jogo, tinha qualquer noção de como desenvolver um jogo, diria que isso foi uma verdadeira 'aventura ingênua'". Hollis considerou que os desenvolvedores foram muito dedicados e talentosos, com alguns dos membros trabalhando cerca de 80 horas em uma semana e, às vezes, até 120 horas por semana.

## Recepção

### Lançamento inicial
Apesar da baixa expectativa pela imprensa de jogos eletrônicos na época, e da malsucedida apresentação na Electronic Entertainment Expo em Atlanta, em 1997, GoldenEye 007 acabou se tornando um sucesso tanto na área comercial, como pela crítica especializada. Em 1998, conseguiu vender aproximadamente 2,1 milhões de cópias, superando The Legend of Zelda: Ocarina of Time, que posteriormente seria lançado em Novembro de 1998, vendendo quase a mesma quantidade. De forma geral, GoldenEye 007 vendeu mais de oito milhões de cópias no mundo todo, tornando-o terceiro jogo mais vendido para o Nintendo 64, ficando atrás apenas de Super Mario 64, e Mario Kart 64. De acordo com um relatório publicado no website do Entertainment Software Association, o jogo arrecadou 250 milhões de dólares no mundo todo.
Em termos de seus gráficos, GoldenEye 007 foi muito elogiado pela variedade, pela sua ambientação rica em detalhes, animações realistas, e efeitos especiais como transparência nos vidros (o que era incomum na época), e belos efeitos de fumaça. A Nintendo Power considerou que o frame rate no modo multiplayer era alto, mas a Electronic Gaming Monthly abriu divergência, e considerou lento e instável. O fuzil de precisão com zoom incorporado foi elogiado e considerado uma das características mais divertidas e impressionantes do jogo, com a revista Edge como uma "nova façanha", e Jeff Gerstmann da GameSpot considerando-a um paliativo em relação à grande quantidade de névoa (a dificuldade de ver objetos e personagens distantes) do jogo. A trilha sonora também foi elogiada pela inclusão do tema de James Bond, e pela ambientação das demais trilhas no jogo. Algumas das fases começam em elevadores com uma típica música de elevador, e subitamente mudam para uma trilha sonora completamente diferente, detalhe este do qual Gerstmann citou como uma das atenções ao detalhe do jogo.
A jogabilidade ganhou destaque pela sua profundidade, exigindo do jogador mais furtividade e estratégia que os jogos de tiro em primeira pessoa anteriores a esse. Doug Perry da IGN classificou GoldenEye 007 como um jogo imersivo que "mistura uma jogabilidade de estratégia inteligente com tiroteios frenéticos". Em um comentário parecido, Greg Sewart do Gaming Age apontou que os jogadores tem uma "certa liberdade do que eles querem fazer diante de uma determinada situação, e em qual ordem querem que os objetivos sejam completados". Os críticos também apreciaram a grande variedade de armas, e missões com vários objetivos, que deixavam o diverso. Os controles foram elogiados por serem mais intuitivos que o FPS igualmente bem recebido, Turok: Dinosaur Hunter, lançado pela Acclaim pouco tempo antes, embora alguns consideraram que a mira exigia do jogador um pouco de prática. A Game Revolution creditou a jogabilidade por ser realista, e diferente dos outros jogos de FPS, mas também criticou a ambientação da campanha. A publicação esclarece que GoldenEye 007 " é fiel para aqueles que já assistiram o filme", mas que alguns jogadores podem ficar presos devido a falta de orientação do jogo.
Na época, GoldenEye 007 foi considerado o melhor jogo de multijogador para o console, "batendo Mario Kart 64 por pouco", de acordo com a IGN. A Edge considerou que o modo multijogador viciante, e elogiou alguns dos cenários como "You Only Live Twice" muito originais. A GamePro escreveu que o modo para mais de um jogador do jogo "vai fazer você atirar em seus amigos pelo resto do ano". Já a Next Generation, enalteceu a grande quantidade de opções no multiplayer, chamando GoldenEye 007 de um "surpreendente aplicativo matador, ainda que só considerando a quantidade esmagadora de opções de modo multijogador. A excelente campanha para um jogador em segundo plano, faz desse jogo uma verdadeira razão para que seja a uma aquisição perfeita." O jogo foi amplamente aplaudido pela precisão de detalhes em relação ao filme, com a GamePro indo além, e o classificando como "uma das melhores adaptações de um filme para um jogo já feitas". A habilidade de usar uma série de armas e dispositivos clássicos da franquia James Bond fora consideradas um dos elementos chave do jogo. Crispin Boyer da Electronic Gaming Monthly assinalou que a Rare "colocou tudo o que é demais sobre 007 em um jogo."
GoldenEye 007 recebeu uma série de prêmios anuais, incluindo o BAFTA Interactive Entertainment Games Award em 1998, além de mais quatro prêmios da AIAS, patenteados pela Interactive Achievement Awards: Título Interativo do Ano, Jogo do Ano para Console, Jogo de Ação do Ano para Console, e Melhor Realização em Engenharia de Software. Também chegou a receber nomeação para o prêmio Melhor Realização em Arte/Gráficos e Melhor Realização em Projeto Interativo. A revista Electronic Gaming Monthly o classificou como Jogo Mais Viciante, e Melhor Conversão de um Filme para Jogo, no seu guia de compra de jogos em 1998. A Rare foi reconhecida por todo seu trabalho no jogo, e ganhou um prêmio BAFTA como "Melhor Desenvolvedora do Reino Unido".

## Legado

### Em retrospecto
GoldenEye 007 é muitas vezes citado como um dos melhores jogos eletrônicos de todos os tempos. Apenas um mês depois de publicar a sua análise do jogo, a revista Electronic Gaming Monthly o colocou na 25ª posição como melhor jogo eletrônico de todos os tempos, e ainda disse: "é sem dúvidas o melhor jogo baseado em um filme, e o mais importante, é o melhor jogo de tiro em primeira pessoa já feito". Em 2007, a GamePro o incluiu na list dos "52 jogos eletrônicos mais importantes já feitos", o considerando o verdadeiro aplicativo matador da década de 90, e o melhor jogo baseado em um filme. De forma muito parecida, Rowan Kaiser do 1UP.com, o colocou na 53ª posição dos "60 jogos mais influentes de todos os tempos", citando que este foi responsável por "trilhar o jogo para a popularidade de outros jogos como Halo, Call of Duty, e outros". Em 2011, os jornalistas de IGN colocaram o componente multiplayer do jogo na 17ª posição na lista de "Os 100 melhores momentos dos jogos eletrônicos", e em 2010, a Nintendo Power listou GoldenEye 007 como uma das melhores experiências na história da Nintendo, o colocando como uma referência principal em termos de jogos de tiro em primeira pessoa.
Em uma enquete de 2000, os leitores da Computer and Video Games votaram e colocaram GoldenEye 007 em primeiro lugar na lista dos "100 melhores jogos eletrônicos", e recebeu a quinta posição numa enquete do ano seguinte. Em 2001, a Game Informer o colocou na 16ª posição dos "100 melhores jogos de todos os tempos". Em 2004, os leitores da revista Retro Gamer o colocou na 33ª posição de jogos retrô, com os próprios editores o considerando "o jogo que fez com que milhões de Nintendo 64 fossem vendidos", e "facilmente, o melhor jogo de James Bond até hoje". Em 2005, os editores da IGN novamente o colocaram na 29ª posição em uma lista de "100 melhores jogos de todos os tempos", enquanto os leitores da revista o colocaram na 17ª posição em uma lista semelhante. A Edge destacou GoldenEye 007 três vezes nas listas de "melhor jogo": foi colocado em terceiro lugar entre uma votação somente entre os editores em 2000; em 2007, ficou na 17ª posição em uma votação que englobava editores, leitores, e um balanço de outras revistas da indústria de jogos.  Também foi destacado em uma publicação que debatia os 10 melhores jogos de tiro em primeira pessoa em 2003.
Em debates mais recentes acerca de GoldenEye 007, Mark Reece da NintendoLife fez uma análise do jogo em Outubro de 2011, dando uma nota de 8/10 estrelas, comentando que embora o modo para multijogador ainda seja viável de se jogar nos dias de hoje, os gráficos, áudio, e o "complicado" sistema de mira já estão obsoletos. Ele apontou que a grande variedade de níveis de dificuldade em GoldenEye 007 aumentam muito a rejogabilidade, mas que sua estrutura é dificilmente vista nos jogos de tiro em primeira pessoa modernos. Quando o jogo foi lançado, a revista Edge deu uma pontuação de 9/10, mas em 2013 voltou atrás, e concluiu que deveria ter dado ao jogo nota máxima. Em 2011, foi selecionado como um dos 80 jogos dos últimos 40 anos para serem exibidos no Museu da Arte de Videogames no Museu Smithsoniano de Arte Americana.

### Influência
Os jornalistas de jogos eletrônicos elogiaram GoldenEye 007 pelo fato de ter provado ser possível criar um jogo de tiro em primeira pessoa "divertido", tanto no modo um jogador como mais de um jogador; quando o jogo foi lançado, jogos de tiro em primeira pessoa eram um gênero quase que restrito aos jogadores de PC. Os jornalistas diziam que GoldenEye 007 "inovou o gênero e abriu um novo mercado", e que foi o primeiro "jogo de tiro lançado em um console que realmente deu certo". Desde então, é citado (juntamente com MDK da Shiny Entertainment) por ser o pioneiro na popularização de rifles de franco atirador nos jogos eletrônicos. A incorporação de danos nos inimigos dependendo de onde o jogador atirasse neles, acrescentou um nível de realismo nunca visto nos jogos antes, embora a modificação Team Fortress para o FPS Quake já havia feito a inclusão desse elemento - tal como tiros na cabeça, conhecidos como "headshots".
GoldenEye 007 trouxe elementos furtivos nunca visto em jogos de tiro em primeira pessoa antes. A incorporação de uma jogabilidade realista, que era um contraste em relação aos "clones de Doom" da época, e a introdução de um multiplayer em mata-mata em um console foram características que consideradas uma revolução para o gênero. A Edge declarou que GoldenEye 007 definiu um padrão para multiplayer em jogos para console, até que fosse superado pelo lançamento de Halo: Combat Evolved, em 2001. Com oito milhões de cópias vendidas, GoldenEye 007 foi um dos jogos que mais manteve o Nintendo 64 um console competitivo com o rival da Sony, o PlayStation, embora, comercialmente, a Nintendo tenha perdido muito espaço comercial nessa geração de consoles.

### Sucessores
Após o lançamento de GoldenEye 007, a Rare logo começou a desenvolver um sucessor espiritual, intitulado de Perfect Dark. Usando uma versão aprimorada do motor gráfico de GoldenEye 007, Perfect Dark foi lançado em 2000 para Nintendo 64. Ainda que este jogo tenha um atmosfera e enredo sem qualquer relação com James Bond, ele compartilha muitas características da jogabilidade, incluindo os controles, estrutura das missões (que variam de acordo com a dificuldade selecionada), e o desbloqueio de códigos no caso do término rápido das fases. Enquanto Perfect Dark ainda estava em desenvolvimento, Martin Hollis deixou a Rare para atuar como consultor no desenvolvimento do GameCube na Nintendo da América do Norte. Outros membros que desenvolveram GoldenEye 007 também deixaram a Rare para formar a Free Radical Design. A desenvolvedora criou a série TimeSplitters, uma trilogia de jogos de tiro em primeira pessoa. Essa franquia possui uma série de referências ao GoldenEye 007, tal como o estilo da interface da barra de saúde, o sistema de mira, e uma fase com uma represa na Rússia, sendo também a fase de abertura em TimeSplitters 2.
Após formar uma parceria com a MGM no final de 1998, a Electronic Arts lançou jogos baseados nos então recentes filmes da franquia James Bond, (sendo Tomorrow Never Dies e The World Is Not Enough os primeiros), e outros inteiramente originais, não baseados em filmes, incluindo Agent Under Fire, Nightfire, Everything or Nothing, e GoldenEye: Rogue Agent. Embora alguns destes tenham sido relativamente bem recebidos pelos críticos e jogadores, nenhum deles conseguiu alcançar o mesmo sucesso de GoldenEye 007. Em 2006, a licença dos jogos de James Bond foi adquirida pela Activision. A empresa publicou alguns jogos, como Quantum of Solace, Blode Stone, e em 2010, uma recriação do jogo de Nintendo 64, também intitulado de GoldenEye 007. Esta recriação substitui Pierce Brosnan por Daniel Craig como Bond, mudou o disposição das fases, e adicionou o componente para multijogador online.
Uma conversão de GoldenEye 007 do Nintendo 64 chegou a ser produzida pela Rare para o Xbox Live Arcade. O presidente da Nintendo na época, Reggie Fils-Aimé, também disse que estava "verificando as questões legais" para poder trazer o jogo para o Virtual Console do Wii. Mesmo assim, em virtude aos problemas de direitos autorais e as questões de propriedade intelectual, o jogo não foi lançado em nenhuma das duas formas. Em 2010, uma equipe de desenvolvedores independentes, lançou GoldenEye: Source, uma conversão total desenvolvida com o motor gráfico da Valve, a Source Engine. Outra recriação feita por fãs chamada de GoldenEye 25, em comemoração aos 25 anos do jogo, está sendo recriada com base na Unreal Engine 4. Tem lançamento estimado para 2022.